# Declaració de Viladecans 3-30-300
La Declaración de Viladecans 3-30-300 és una iniciativa aprovada l'octubre de 2022 per la 'Xarxa de Governs Locals + Biodiversitat', que cerca que totes les ciutats espanyoles comparteixin un mateix repte per tal de potenciar la biodiversitat urbana.
Aquesta iniciativa s'aprovà a l'11a assemblea de la Xarxa de Governs Locals +Biodiversitat, celebrada a l'edifici 'Atrium' de Viladecans, al Baix Llobregat, el dia 4 d'octubre de 2022. La iniciativa rep el nom de ‘Declaració de Viladecans 3-30-300’, en honor a la ciutat on ha pres forma la decisió.
La proposta de la declaració es concreta en un manifest a través de la qual els governs locals es comprometen a treballar per tal d'aconseguir unes ciutats verdes i biodiverses en menys de vuit anys, i a implantar el model '3-30-300'. Aquest model està basat en un projecte urbà que va proposar el professor Cecil Konijnendijk van den Bosch de Nature Based Solutions Institute de Suècia. Amb aquest model, els municipis han de comprometre's a que, com a mínim, des de cada domicili s'han de veure tres arbres, que el municipi tingui almenys un 30% de massa arbòria i que el veïnat compti amb un espai verd a menys de 300 metres de cada llar.